# Гузо де Леэ, Жан-Шарль
Жан-Шарль Ипполит Жозеф Гузо де Леэ (фр. Jean-Charles Houzeau de Lehaie; 7 октября 1820, Гавре, Валлония — 12 июля 1888, Схарбек, Бельгия) — бельгийский астроном, инженер, журналист, редактор, политик, аболиционист.

## Биография
Учился в Монсе, Брюсселе и Париже.

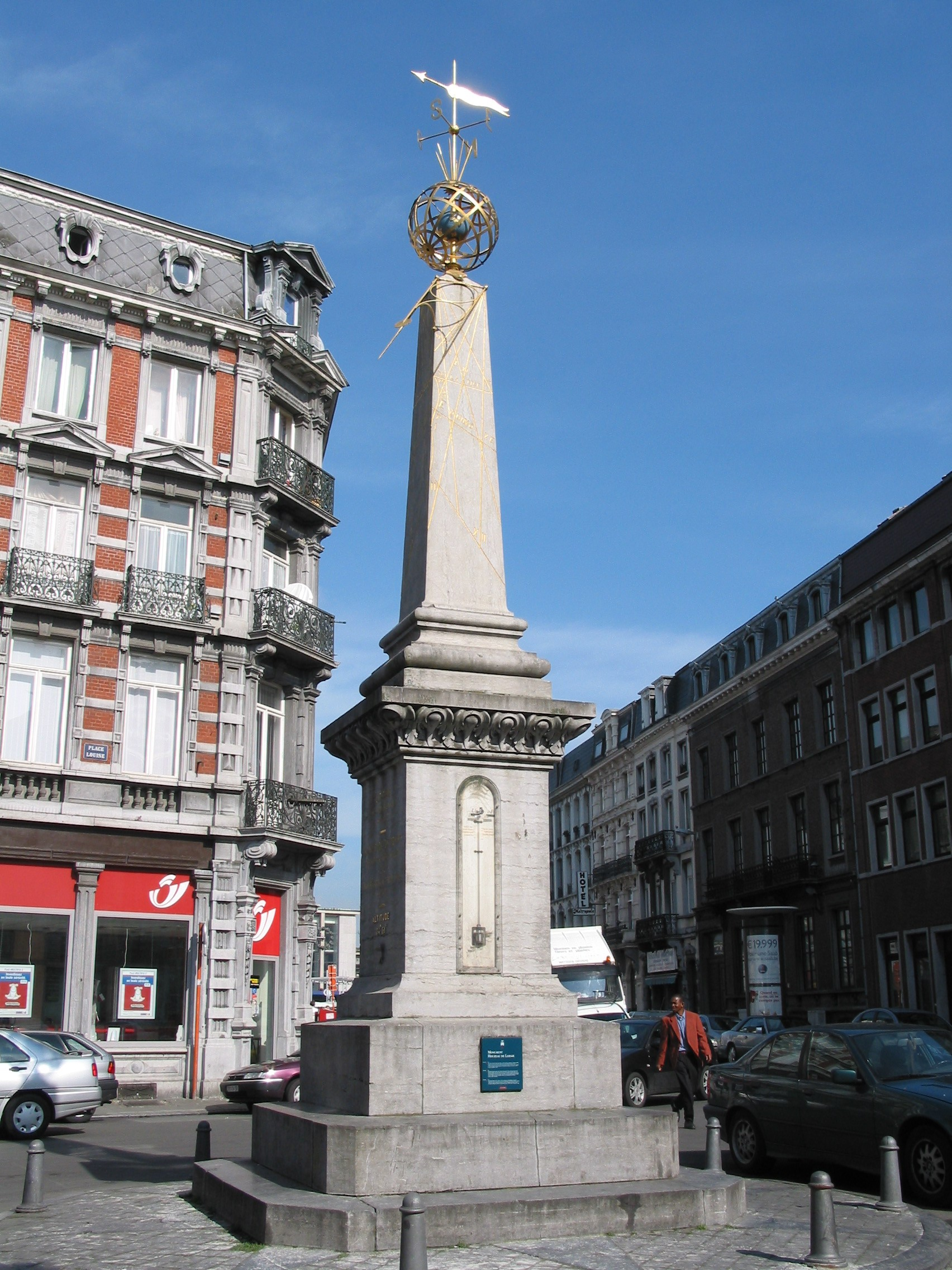
Памятник в честь Гузо де Леэ в Монсе

Сначала работал по своей специальности и написал «Des turbines, de leur construction, du calcul de leur puissance et de leur application à l’industrie» (1839). Занимался журналистикой, писал статьи, защищающие республиканские идеи. Был уволен и уехал из Бельгии в Великобританию. Много путешествовал по различным европейским странам, поселился в Париже, где прожил немногим более пяти лет.
Позже посвятил себя астрономии. В 1842 году был награждён премией Королевской бельгийской академии наук в области астрономии за свою работу о падающих звездах и в 1846 году был назначен ассистентом при Королевской Брюссельской обсерватории.
Когда в 1849 году министерство запретило ему сотрудничество с политическими газетами, Гузо де Леэ, оставил свою должность и переселился в Новый Орлеан. В США продолжал заниматься журналистикой, астрономией и политикой. Был сторонником отмены смертной казни, выступал за отмену рабства. Присоединился к профсоюзным деятелям Техаса до гражданской войны в США, три года редактировал газету «Tribune».
С 1868 года в течение восьми лет жил плантатором в Ямайке. Вернувшись затем в Бельгию, по приглашению короля Леопольда II, был восстановлен в должности директора Королевской обсерватории в Брюсселе (1876—1883).
Ещё в 1871 году предложил использовать гелиометр с разными объективами, чтобы наблюдать запланированное на 1874 год прохождение планеты Венеры. 
В 1883 году ездил в Техас наблюдать прохождение Венеры.
Последние годы своей жизни вместе с А. Ланкастером работал над окончанием своего огромного труда: «Bibliographie générale de l’astronomie» (1880—1887).

## Избранные труды
- «Des turbines, de leur construction, du calc de leur puissance et de leur application à l’industrie» (О турбинах, их конструкции, расчёте их мощности и применении в промышленности / Париж, LM Augustin, 1839);
- «Les facultés mentales des animaux» (Умственные способности животных, 187 г.).
- «Uranométrie générale» (1878);
- «Atlas de toutes les étoiles visibles à l’oeil nu, formé d’après l’observation directe, dans les deux hémisphères» (Атлас всех звезд, видимых невооруженным глазом, в двух полушариях, 1878);
- «Vade-mecum de l’astronome» (Справочник астронома, 1882);
- «Bibliographie générale de L’astronomie depuis L’origine de L’imprimerie Jusqu’en 1880» (Общая библиография астрономии с её первых печатных работ до 1880 г. , 1882—1887);
- «Règles de climatologie» (Правила климатологии);